# International Competition Network
L'International Competition Network (ICN) est un réseau informel qui vise à faciliter la coopération entre les autorités chargées du droit de la concurrence à l'échelle mondiale. Il a été créé en 2001 après la publication du rapport final du Comité consultatif international sur la politique de concurrence au procureur général des États-Unis et au procureur général adjoint chargé de l'anticoncurrence (ou le rapport ICPAC, en abrégé). Les experts américains en droit de la concurrence ont recommandé qu’une collaboration accrue avec les autorités étrangères puisse contribuer à la coordination de l’application et au partage d’informations sur la politique de concurrence à l’échelle mondiale. Il comprend 132 états membres issus de 120 juridictions en matière de concurrence et se consacre exclusivement à l'application des règles de concurrence internationale.

## Direction
L'ICN est actuellement présidé par l'allemand Andreas Mundt (de). Lina Khan, présidente de la Federal Trade Commission des États-Unis, a été choisie pour occuper le poste de vice-présidente en décembre 2022.

## Histoire
Sa première conférence annuelle s'est tenue à Naples, en Italie, en septembre 2002, avec des représentants de 59 pays et ONG. La deuxième conférence a eu lieu en juin 2003 à Mérida, au Mexique. Les groupes de travail examinent différents domaines politiques, tels que les fusions ou la promotion de la concurrence.

## Pays participants

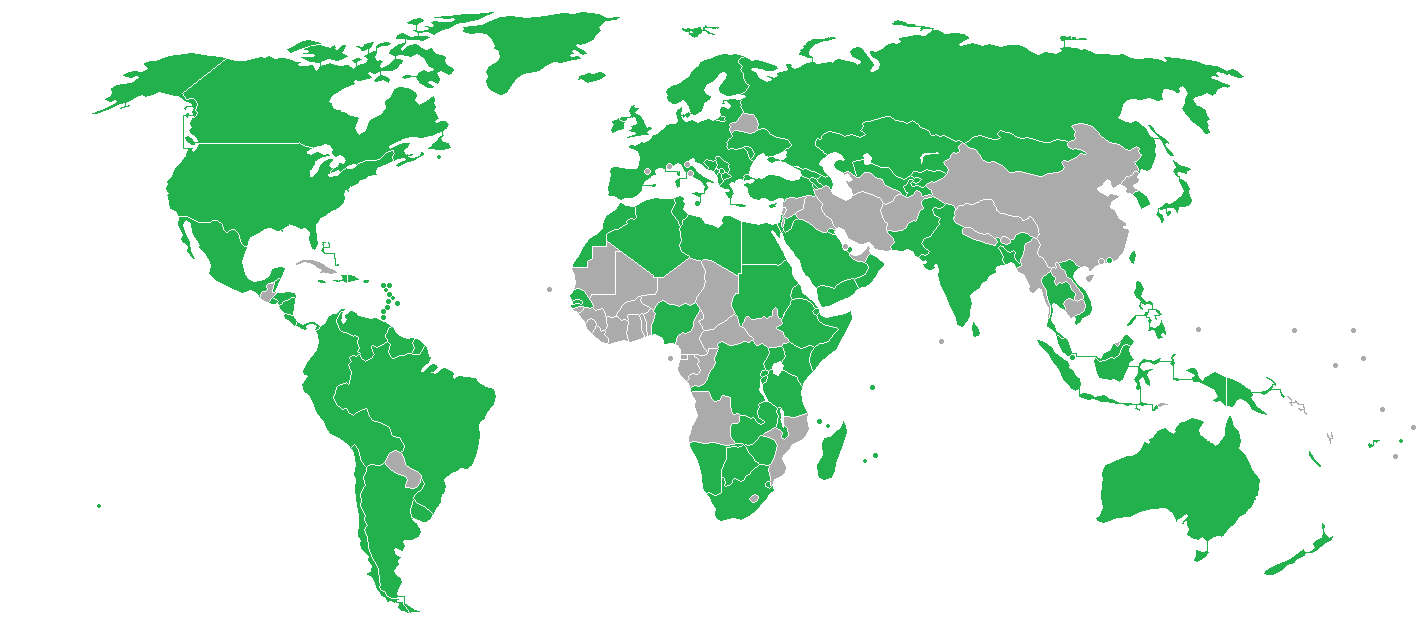
Pays disposant d'une autorité chargée du droit de la concurrence et participant au réseau international de la concurrence.

## Conférences annuelles

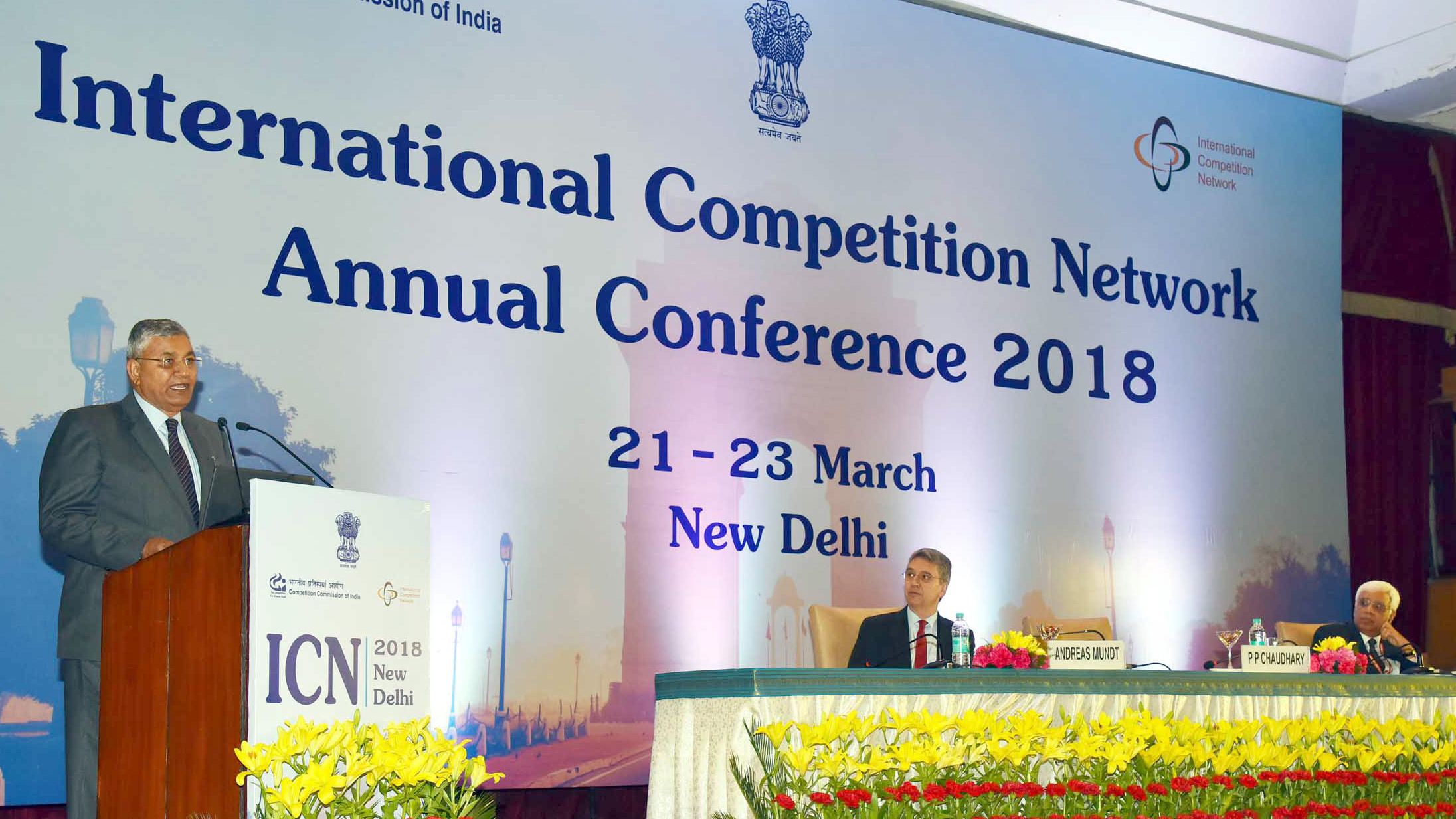
Présentation par P.P. Chaudhary de la conférence annuelle 2018, tenue à New Delhi en Inde.

| Année | Lieu                                       |
| ----- | ------------------------------------------ |
| 2002  | Naples, Italie                             |
| 2003  | Mérida, Mexique                            |
| 2004  | Séoul, Corée du Sud                        |
| 2005  | Bonn, Allemagne                            |
| 2006  | Le Cap, Afrique du Sud                     |
| 2007  | Moscou, Russie                             |
| 2008  | Kyoto, Japon                               |
| 2009  | Zurich, Suisse                             |
| 2010  | Istanbul, Turquie                          |
| 2011  | La Haye, Pays-Bas                          |
| 2012  | Rio de Janeiro, Brésil                     |
| 2013  | Varsovie, Pologne                          |
| 2014  | Marrakech, Maroc                           |
| 2015  | Sydney, Australie                          |
| 2016  | Singapour, Singapour                       |
| 2017  | Porto, Portugal                            |
| 2018  | New Delhi, Inde                            |
| 2019  | Carthagène des Indes, Colombie             |
| 2020  | Virtuel à cause de la pandemie de COVID-19 |
| 2021  | Virtuel à cause de la pandemie de COVID-19 |
| 2022  | Berlin, Allemagne                          |
| 2023  | Barcelone, Espagne                         |
| 2024  | Costa do Sauípe, Brésil                    |